# 딕 하이먼

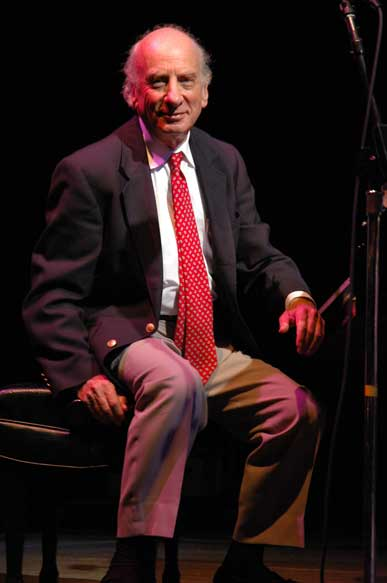
2005년

딕 하이먼(Dick Hyman, 1927년 3월 8일 ~ )은 재즈와 파퓰러의 두 분야에서 활약한 피아노·오르간·하프시코드의 주자이다. 뉴욕시에서 태어났으며 어릴 적부터 피아노를 배워 줄리아드 음악원에서 연마하였다. 1948년에 빅터 론버드 악단에서 데뷔하여 여러 악단 및 쇼 등에서 활약한 뒤 1956년에는 <모리타트(Moritat)>로 밀리언 히트판을 냈으며, 클라리넷의 명수이기도 하다.